# Ebrahim Gabriels
Scheich Ebrahim Gabriels (geb. in Claremont, Kapstadt, Südafrika), auch in der Schreibung Ibrahim Gabriels, ist ein zeitgenössischer islamischer Theologe, politischer Aktivist und eine Persönlichkeit des Islams in Südafrika.

## Leben
Ebrahim Gabriels graduierte an der Islamischen Universität Medina in Saudi-Arabien. An Faculty of Shariah erwarb er einen theologischen Bachelor.
Ebrahim Gabriels ist Imam der Rawbie-Moschee (Al-Masjidur Rawbie) in Mitchells Plain, einem Stadtteil von Kapstadt in der südafrikanischen Provinz Westkap, und er war Präsident der südafrikanischen ‘Ulama’, des 1994 gegründeten United Ulama Council of South Africa (UUCSA). Zu seinem Nachfolger wurde Sheikh Abdul Hamied Gabier gewählt. Ebrahim Gabriels war auch Präsident des Muslim Judicial Council (MJC).
Er war einer der Unterzeichner der Botschaft aus Amman (Amman Message). Bei einer vom Muslim Judicial Council (MJC) organisierten Demonstration im Zentrum Kapstadts gegen die Islam-Karikierung setzte sich Scheich Ibrahim Gabriels als MJC-Präsident dafür ein, dass sie friedlich verlief.

## Publikationen (Auswahl)
- Muslim in South Africa: A Brief History. In: Abdul Monir Yaacob, Zainal Azam Abdul Rahman: Muslims’ rights in non-muslim majority countries. Institute of Islamic Understanding Malaysia, Kuala Lumpur, Malaysia, 2002, S. 139–146 ISBN 9839099760[7]